# والت كيلنر
والت كيلنر (بالإنجليزية: Walt Kellner)‏ هو لاعب كرة قاعدة أمريكي، ولد في 26 أبريل 1929 في توسان في الولايات المتحدة، وتوفي بنفس المكان في 19 يونيو 2006.

## وصلات خارجية
- والت كيلنر على موقعبيزبول رفرنس.كوم (الدوري الرئيسي) (الإنجليزية)
- والت كيلنر على موقع جمعية أبحاث البيسبول الأمريكية (الإنجليزية)